# Virgil Neagoe
Virgil Neagoe (ur. 3 lipca 1970) – rumuński skoczek narciarski, uczestnik Zimowych Igrzysk Olimpijskich 1992 w Albertville, srebrny i brązowy medalista Mistrzostw Rumunii 2003.
Wziął udział w dwóch konkursach skoków narciarskich w ramach Zimowych Igrzysk Olimpijskich 1992. Zajął 57. miejsce w konkursie na skoczni normalnej i 58. miejsce na skoczni dużej. Nie dysponował wówczas zgodnym z międzynarodowymi przepisami kombinezonem, który otrzymał dopiero przed samym startem od Waltera Hofera. Jego trenerem był Gheorghe Gerea, a Neagoe był zawodnikiem klubu ASA Braszów.
W 2003 na skoczni Trambulina Cioplea w Predealu zdobył srebrny medal mistrzostw Rumunii w skokach narciarskich, przegrywając z Ciprianem Ionițą oraz brązowy medal w konkursie drużynowym.
Ponadto w swojej karierze wielokrotnie zdobywał tytuły mistrza Rumunii. Został także odznaczony tytułem Zasłużonego Mistrza Sportu.

## Osiągnięcia

### Igrzyska olimpijskie
| Igrzyska | Miejscowość | Data           | Skocznia | Konkurs | Skok 1    | Skok 1 | Skok 2    | Skok 2 | Nota łączna | Miejsce | Strata | Zwycięzca     | Źródło |
| Igrzyska | Miejscowość | Data           | Skocznia | Konkurs | Odległość | Nota   | Odległość | Nota   | Nota łączna | Miejsce | Strata | Zwycięzca     | Źródło |
| -------- | ----------- | -------------- | -------- | ------- | --------- | ------ | --------- | ------ | ----------- | ------- | ------ | ------------- | ------ |
| ZIO 1992 | Albertville | 9 lutego 1992  | normalna | ind.    | 73,5      | 72,6   | 72,0      | 71,2   | 143,8       | 57.     | 79,0   | Ernst Vettori | [ 5 ]  |
| ZIO 1992 | Albertville | 16 lutego 1992 | duża     | ind.    | 76,0      | 29,4   | 78,0      | 34,7   | 64,1        | 58.     | 175,4  | Toni Nieminen | [ 6 ]  |